# Carne Maronesa
A Carne Maronesa DOP é um produto de origem portuguesa com Denominação de Origem Protegida pela União Europeia (UE) desde 02 de julho de 1996.
Obtém-se da raça bovina Maronesa, uma raça de montanha, primitiva, natural e rústica. A sua carne tem um aroma simples e delicado, extremamente saboroso e suculento.

## Agrupamento gestor
O agrupamento gestor da denominação de origem protegida "Carne Maronesa" é a Cooperativa Agrícola de Vila Real, C.R.L..